# Economia statului Haiti
Haiti are o economie de piață. Agricultura ocupă o poziție dominantă în economia Haitiului.